# علاج بالتمارين المتدرجة
العلاج بالتمارين المتدرجة (بالإنجليزية: Graded exercise therapy)‏ هو برنامج من النشاط البدني يبدأ ببطء شديد ويزداد تدريجياً مع مرور الوقت، ويهدف إلى علاج التهاب الدماغ العضلي أومتلازمة التعب المزمن.
تعتبر معظم هيئات الصحة العامة، بما في ذلك مراكز السيطرة على الأمراض والمعهد الوطني للصحة وجودة الرعاية، أن هذا العلاج غير فعال، وتثار تساؤلات حول سلامته.ومع ذلك، لا يزال العلاج بالتمارين المتدرجة يحظى بدعم من أقلية من الأطباء والمنظمات.

## الوصف
يبدأ برنامج التمرين المتدرج بتقييم أخصائي العلاج الطبيعي أو أخصائي فسيولوجيا التمرين لقدرات المريض الحالية وتحديد الأهداف بالتعاون مع المريض. ثم يبدأ المريض في ممارسة التمرينات بمستوى يتناسب مع قدراته. بعد ذلك، يقوم المريض والأخصائي بزيادة مدة الجلسات، عادة بنسبة تتراوح بين 10-20% كل 1-2 أسبوع، حتى يتمكن المريض من أداء 30 دقيقة من التمرين الخفيف خمس مرات في الأسبوع. بعد ذلك، يتم رفع شدة التمرين إذا رغبت في ذلك.
يمكن أن يكون التمرين أي نشاط يمكن تعديله، مثل المشي، الجري، السباحة، استخدام أجهزة التمرين، ويمكن مزج هذه الأنشطة لإضافة التنوع. زيادة الشدة قد تكون أكثر تحديًا من زيادة المدة، وقد يتم استخدام جهاز مراقبة ضربات القلب لمتابعة الشدة. إذا زاد التمرين من تفاقم أعراض المريض، قد يتم تشجيعه على التوقف عن الزيادة حتى تصبح الأعراض قابلة للتحكم مجددًا. في حالات أخرى، يُتوقع من المريض الاستمرار في زيادة النشاط بشكل ثابت بغض النظر عن درجة التعب الناتج عن الجهد البدني.
يتم إخبار المرضى بأنه إذا تسببت التمرينات في تفاقم الأعراض، فإن ذلك يُعتبر استجابة طبيعية لزيادة النشاط البدني وليست عملية مرضية تسبب ضررًا دائمًا. قد تتزايد الآثار السلبية إذا كان الممارس غير معتاد على متلازمة التعب المزمن أو إذا لم يتم زيادة التمرين بشكل مناسب.

## نموذج

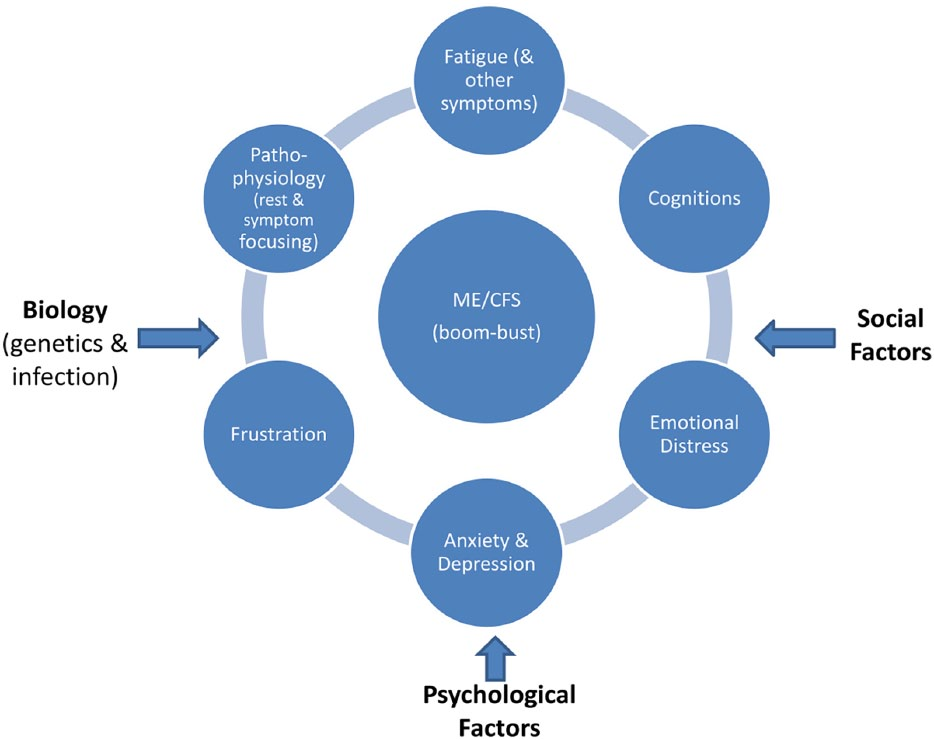
النموذج المعرفي السلوكي الذي تم تشويهه والذي يقوم عليه التمرين التدريجي

يستند العلاج بالتمارين المتدرجة إلى النموذج المرفوض الذي يفترض أن الأشخاص المصابين بمتلازمة التعب المزمن أوالتهاب الدماغ العضلي يتجنبون بذل الجهد بسبب خوفهم من تحفيز الأعراض مثل الألم والإرهاق، مما يؤدي إلى تدهور اللياقة البدنية وزيادة تفاقم الأعراض. كما يُقال إن التركيز المفرط على الأعراض واعتبار المرض ناجمًا عن عوامل بيولوجية يساهم في استمرار المرض.
هذا النموذج يفتقر إلى الأدلة، ويتناقض مع تجربة المرضى، ولا يأخذ في الاعتبار الأدلة البيولوجية التي تثبت أن متلازمة التعب المزمن أوالتهاب الدماغ العضلي هي حالة طبية خطيرة. علاوة على ذلك، لا تُسبب مشاكل الصحة النفسية أو تدهور اللياقة البدنية متلازمة التعب المزمن أوالتهاب الدماغ العضلي.

## الفعالية
يُعتبر العلاج بالتمارين المتدرجة عمومًا علاجًا غير فعال وواحدًا من معايير الرعاية القديمة التي قد تؤدي إلى تفاقم الحالة. لا يُمكّن العلاج بالتمارين المتدرجة المرضى من زيادة مستويات نشاطهم (كما يتم قياسه بشكل موضوعي باستخدام جهاز قياس النشاط البدني) أوالعودة إلى العمل.
توصي معظم الهيئات الصحية العامة بعدم استخدام العلاج بالتمارين المتدرجة. توقفت مراكز السيطرة على الأمراض عن التوصية بالعلاج بالتمارين المتدرجة في عام 2017، وتقول إن الأشخاص المصابين بمتلازمة التعب المزمن أوالتهاب الدماغ العضلي لا يتحملون التمرينات الشاقة. كما أزالت إرشادات المعهد الوطني للصحة والتميز السريري لعام 2021 العلاج بالتمارين المتدرجة، والذي كان موصى به في النسخة السابقة لعام 2007،وتحذر من "أي برنامج يستخدم زيادات ثابتة فيا
النشاط البدني أو التمرين، مثل العلاج بالتمارين المتدرجة". وفقًا لـلمعهد الوطني للصحة والتميز السريري ، كانت الدراسات حول العلاج بالتمارين المتدرجة ذات جودة ضعيفة جدًا أو سيئة جدًا.
تقول إدارتا الصحة الإقليميتين في ولاية نيويورك وفيكتوريا بأستراليا إن العلاج بالتمارين المتدرجة غير فعال وقد يكون خطيرًا. كما تعارض إرشادات عيادة مايو التوصية بالعلاج بالتمارين المتدرجة لعلاج متلازمة التعب المزمن أوالتهاب الدماغ العضلي.
تعارض منظمات مرضى متلازمة التعب المزمن أوالتهاب الدماغ العضلي بشدة العلاج بالتمارين المتدرجة لأنها لا تتفق مع فكرة أن مشاكل الصحة النفسية هي سبب مرضهم، ولأن العديد من المرضى يُبلغون عن أضرار بسبب هذا العلاج بناءً على تجاربهم الشخصية.
اعتبارًا من عام 2015، كانت الكلية الملكية الأسترالية للأطباء العامين لا تزال تدعم العلاج بالتمارين المتدرجة لعلاج متلازمة التعب المزمن أوالتهاب الدماغ العضلي.

## الأبحاث

"التحليل التراكمي للبيانات السريرية".

البحث المتاح حول العلاج بالتمارين المتدرجة ذو جودة ضعيفة أو ضعيفة جدًا.هذه الدراسات عمومًا تتسم بمتابعة محدودة للتأثيرات السلبية،وتستخدم تعريفات قديمة لمتلازمة التعب المزمن أوالتهاب الدماغ العضلي لا تتطلب وجود "التعب بعد الجهد"، وتعتمد على قياسات ذاتية للنتائج ضمن تجارب غير مُعمية، مما يجعلها عرضة لتأثيرات الدواء الوهمي.
أكبر دراسة حول العلاج بالتمارين المتدرجة، وهي تجربة "بايس" لعام 2011، أفادت أن العلاج بالتمارين المتدرجة والعلاج السلوكي المعرفي كانا آمنين وأسفرا عن تعافي 22% من المشاركين وتحسن 60%. منذ ذلك الحين، كان هناك جدل كبير حول مصداقية النتائج. تم تعديل قياسات النتائج خلال التجربة دون مبرر واضح. وعند إعادة تحليل البيانات باستخدام البروتوكول الأصلي، كانت نسبة التحسن 21% فقط، وكان التعافي 4% فقط. على الرغم من أن المشاركين في التجربة أبلغوا عن تحسن ذاتي، إلا أنه لم يكن هناك تحسن سريري ملحوظ في اللياقة البدنية وفقًا لاختبار المشي لمدة 6 دقائق، وهو مقياس موضوعي.
مراجعة عام 2022 التي طلبتها مراكز السيطرة على الأمراض والوقاية منها خلصت إلى أن الأدلة الضعيفة تشير إلى أن العلاج بالتمارين المتدرجة قد يكون له "فوائد صغيرة إلى متوسطة"، بما في ذلك تقليل التعب، وخفض الاكتئاب والقلق، وتحسن النوم. وأكدت أن هذه النتائج غير مؤكدة من حيث أهميتها للأشخاص الذين يعانون من متلازمة التعب المزمن أوالتهاب الدماغ العضلي الشديد وفقًا للمعايير الحديثة أو أولئك الذين يعانون من التعب بعد الجهد. وفقًا للمراجعة، تشير الأدلة المحدودة إلى أن العلاج بالتمارين المتدرجة ليس ضارًا، ولكن تم الإبلاغ عن الأضرار بشكل "غير كافٍ".
مراجعة كوكرين لعام 2019 لـ 8 دراسات خلصت إلى أن العلاج بالتمارين المتدرجة "ربما" يقلل من التعب، ولكن الأدلة حول فعاليته على المدى الطويل والأضرار المحتملة محدودة جدًا. الدراسات التي تم تحليلها استخدمت تعريفات قديمة لمتلازمة التعب المزمن، لذا قد تكون الآثار على المرضى الحاليين مختلفة. توصل تحليل مستقل لنفس الدراسات إلى استنتاج معاكس بناءً على عدم موثوقية النتائج الذاتية في التجارب غير المعماة، وعدم وجود تحسن موضوعي في اللياقة البدنية أو العمل، وعدم متابعة كافية للتأثيرات السلبية.
تؤكد جمعية الإمّ إي أن العلاج بالتمارين المتدرجة يسبب تدهور حالة جزء كبير من المرضى: 30% إلى 50% في الاستبيانات الذاتية للمرضى. وفقًا لتوصيات إجراءات العيادة العضلية، أفاد 54% إلى 74% بتعرضهم للأذى.
جُربّت أيضًا العلاج بالتمارين المتدرجة في حالات "كوفيد طويل الأمد"، حيث أظهرت دراسة استعادية أن التزام المرضى كان يتنبأ بالنتائج، مما يشير إلى وجود فائدة محتملة للعلاج في هذه المجموعة من المرضى.